# Moj svijet
„Moj svijet“ (černohorsky Мој свијет, česky Můj svět) je píseň černohorského zpěváka Sergeje Ćetkoviće. Píseň byla interně vybrána, aby reprezentovala Černou Horu na Eurovision Song Contest 2014 v Dánsku. Má dvě verze, anglickou i černohorskou.
| „                 | Ústřední motiv v písni a videoklipu je slunce. Kluk v tomto filmovém příběhu se ve skutečnosti snaží získat slunce zpátky do svého života. Ten kluk jsem já, samozřejmě před několika lety. Naše píseň bude mít silnou zprávu: Černá Hora je země slunce. | “ |
| — Sergej Ćetković | |   |